# Ultramagnetic MCs

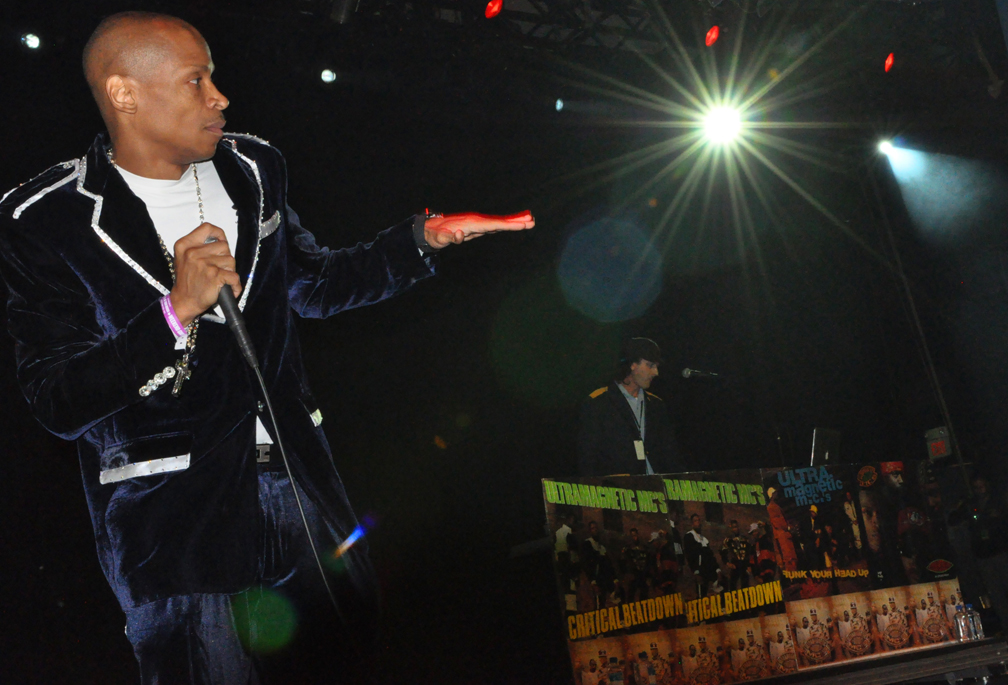
Ced-Gee en un concierto en Nueva Jersey, 2011.

Ultramagnetic MCs es un grupo musical estadounidense de hip hop formado en el distrito de El Bronx, Nueva York en 1984, el grupo está formado por Kool Keith, Ced Gee, TR Love, Moe Love y Jaycee, aunque anteriormente el grupo tendría miembros que dejarían el grupo poco después, siendo algunos de estos, Tim Dog, Rahzel y Rooney Roon quien sería despedido del grupo luego de ser arrestado por robo.[cita requerida]

## Historia

### Inicios (1984 - 1990)
El grupo se formaría en 1984, siendo su primer sencillo "To Give You Love" en 1985 y publicado por la discográfica Diamond International. El grupo se haría conocido mundialmente con la canción "Ego Trippin", un sencillo 12 pulgadas publicado por Next Plateau Records en 1986, siendo su primera canción que incluía el break de la canción "Synthetic Substitution" hecha por Melvin Bliss y que, era en esa época uno de los breaks más usados. El siguiente sencillo del grupo fue "Traveling at The Speed of Thought" y "M.C.'s Ultra (Part Two)" seguido por "Funky" y "Mentally Mad" uno de sus sencillos de 12 pulgadas más populares. El sencillo "Travelling" usó de manera extensa samples de la canción "Louie Louie" de The Kingsmen, mientras que "Funky" estaba basada en un sample de piano hecha por Joe Cocker, sample que luego sería usada para la canción de 2Pac, "California Love". Llevando al grupo a la publicación de su primer álbum musical.
El grupo publicaría el álbum "Critical Breakdown" en 1988, álbum que introduciría nuevas técnicas de sampling. Muchos pensaron que el grupo sin el productor principal, Ced Gee, hubiera cambiado la edad dorada del hip hop drásticamente. Ced Gee, sin ser mencionado,  produjo varios álbumes en colaboración con el grupo Boogie Down Productions.
Según el músico KRS-One dijo que él iba a ser miembro del grupo pero que por ciertos problemas no logró unirse.
El músico Paul C. contribuyó en la producción del álbum "Critical Breakdown", produciendo la canción "Give The Drummer Some", y produciendo el álbum. Paul C. también colaboró en el mix de Hip Hop de la canción "Traveling At The Speed Of Thought", canción que sería usada para el primer video musical de Ultramagnetic MCs en 1989. El lado B de la canción "A Chorus Line" se convertiría en una de las canciones más populares del grupo, e introdujo al nuevo miembro de Ultramanetic MCs, Tim Dog.

### Regreso (1990 - 1997)
Luego de que el grupo tuviera un periodo de inactividad y que en cierto punto el grupo se disolviera, el grupo regresaría y regresaría con la compañía discográfica Mercury Records en 1992; en ese entonces la empresa discográfica no contaba con canciones en las que se usaba el rap, por lo que la compañía estaba interesada el álbum "Ultra", álbum que ya estaba en producción por el grupo. Ese mismo año, el grupo publicaría el álbum "Funk Your Head Up", álbum que recibiría una crítica nula, debido a que el álbum tenía un fin comercial, algo que decepcionaría a los fanáticos, ya que pensaron que el álbum habría sido modificado por parte de la discográfica.
En 1993, poco después de la publicación de "Funk Your Head Up", Ulrtamagnetic MCs publicaría su tercer álbum llamado "The Four Horsemen", el álbum sería publicado por la compañía discográfica PolyGram. El álbum contenía en su mayoría, el mismo estilo clásico que el grupo tenía en sus inicios, aunque el álbum también tenía algunos intentos de música Pop, intentos un tanto vergonzosos para el grupo. Luego de un bajo registro de ventas, el grupo dejaría PolyGram, y firmaría un contrato con la empresa discográfica Wild Pitch Records, compañía discográfica conocida por productos en buena calidad pero con un negocio turbio. La empresa en ese entonces tenía como director a MC Serch. La empresa discográfica dejaría a Ultramagnetic MCs producir el álbum "The Four Horsemen" de las maneras más raras y esotéricas como ellos lo deseaban.

### Actualidad (2001-presente)
En 2001, el grupo publicaría las canciones "Make It Rain" y "Mix It Down". Las canciones "Baby, I'm Mad" y "Who Am I?" serían grabadas en la misma sesión pero no serían publicadas. En 2004 las versiones originales de varios sencillos publicados por Next Plataeau Entertainment serían publicados en CD como canciones extra junto al álbum remasterizado de "Critical Breakdown".
En 2006 el grupo anunciaría su cuarto álbum, llamado "The Bronx Kings Are Back", álbum que posteriormente sería renombrado a "The Best Kept Secret" y que sería publicado en enero de 2007.
En 2011, el grupo sería invitado a participar en un concierto organizado por All Tomorrow Parties y Portishead en la ciudad de Asbury Park, Nueva Jersey.
En una entrevista con Dana Scott en 2019, Kool Keith mencionaría que estaba trabajando en un álbum junto a Psyco Les, miembro de Beatnuts, álbum que tendría colaboraciones con artistas como Paul Wall, Jeru The Damaja, Erick Sermon y B-Real de Cypress Hill. Siendo Psyco Les productor principal, en la entrevista se diría que el nombre del álbum sería "Delta".

## Relación conThe Prodigy
Ultramagnetic MCs ha tenido ciertas relaciones con el grupo musical británico, The Prodigy, más específicamente con el cantante del grupo Keith Flint.
Kool Keith en una entrevista con Dana Scott diría que el y Keith Flint han tenido una buena relación llegando a que Flint invitaría a Keith a shows en ciudades como Nueva York y Melbourne, mencionando también que Flint era alguien cool.

### Controversia deSmack My Bitch Up
Luego de que The Prodigy publicara la canción "Smack My Bitch Up" en 1997, The Prodigy entraría en una controversia con la organización feminista, National Organization for Women, quienes consideraban a la canción como "totalmente ofensiva y denigrante para las mujeres".
Ced Gee defendería la canción diciendo:
"Puedes verlo del modo que quiera, si así es como lo quieres ver, cada quien su modo." 
La crítica a la canción de The Prodigy se debía a uno de los samples usado en la canción, este sample tenía como origen la canción "Give the Drummer Some" publicada por Ultramagnetic MCs para el álbum "Critical Breakdown"; el sample contenía 2 versos cantados por Kool Keith en el que dice:
"Change my pitch up / Smack my bitch up, like a pimp"
Versos que serían criticados por NOW, diciendo que promovía la violencia contra las mujeres.

## Miembros

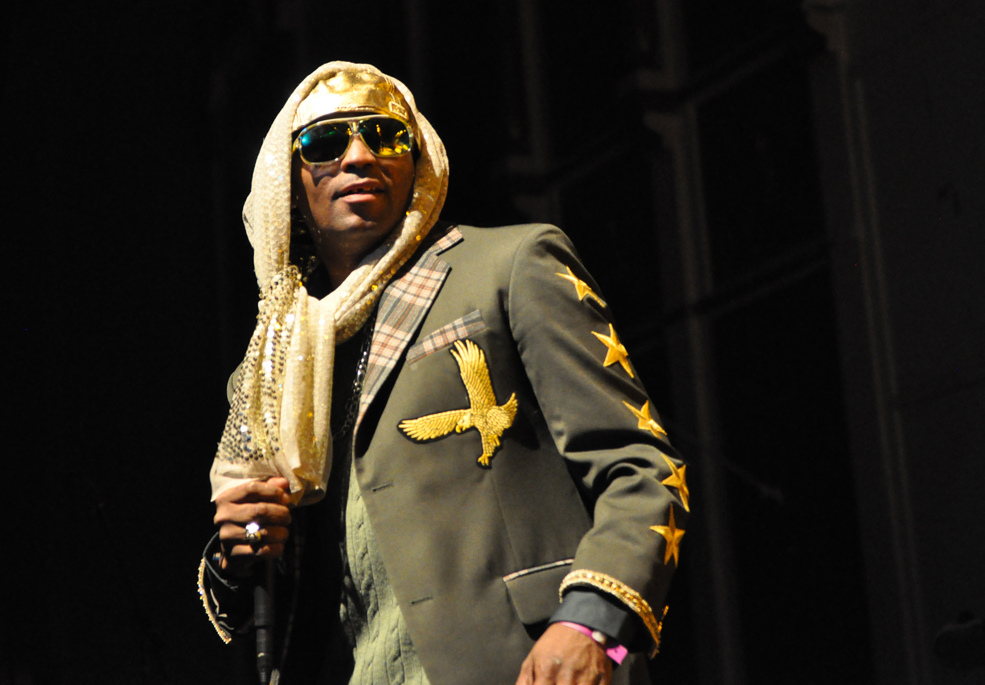
Kool Keith en 2011.

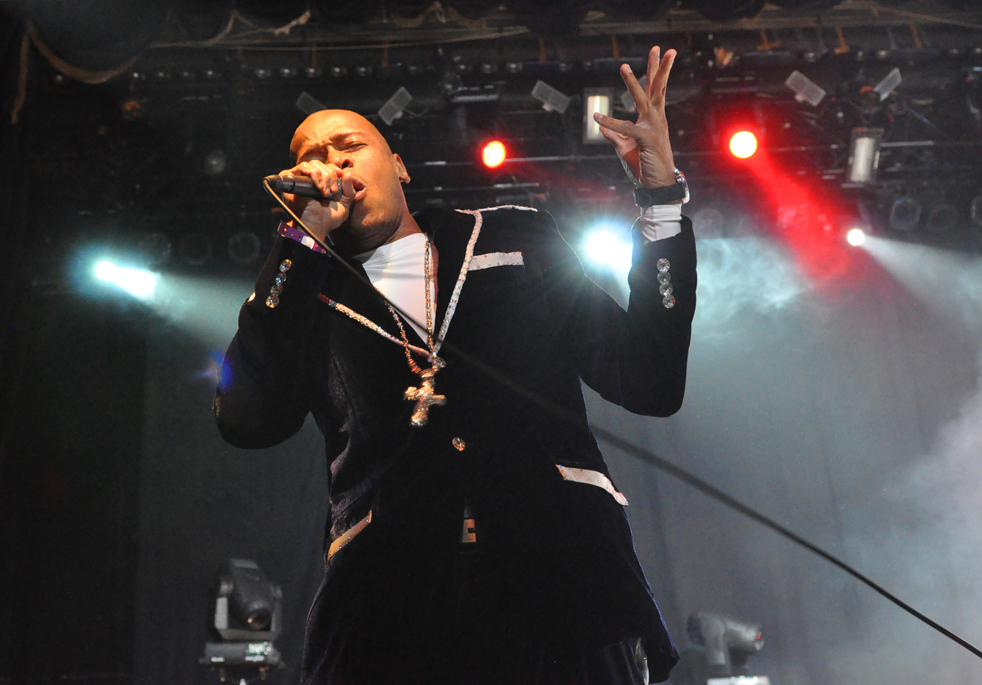
Ced Gee en 2011.

| Miembros de Ultramagnetic MCs |            |                      |
| Nombre                        | Nombre     | Fecha de nacimiento  |
| Nombre Completo               | Apodo      | Fecha de nacimiento  |
| Keith Matthew Thornton        | Kool Keith | 7 de octubre de 1963 |
| Cedric Ulmont Miller          | Ced Gee    | 13 de agosto de 1963 |
| Trevor Randolph               | TR Love    | —                    |
| Maurice Russell Smith         | Moe Love   | —                    |
| —                             | Jaycee     | —                    |

## Discografía

### Álbumes
- 1988 - Critical Breakdown
- 1992 - Funk Your Head Up
- 1993 - The Four Horsemen
- 2007 - The Best Kept Secret

### Colaboraciones
- 2019 – The Foundation

### Álbumes recopilatorios
- 1994 – The Basement Tapes 1984–1990
- 1996 – New York What Is Funky
- 1996 – Mo Love's Basement Tapes
- 1997 – Pimp Fiction
- 1997 – The B-Sides Companion
- 1998 – Smack My Bitch Up
- 2010 - Ultramagnetic Foundation-Tr love DJ Moe love present (Ultra Laboratory stories)

### Sencillos
- 1984 – "To Give You Love" / "Make You Shake"
- 1986 – "Ego Trippin'" / "Ego Bits" / "Funky Potion"
- 1987 – "Traveling At The Speed of Thought (Original)" / "M.C.'s Ultra (Part Two)"
- 1987 – "Mentally Mad" / "Funky"
- 1988 – "Watch Me Now" / "Feelin' It"
- 1988 – "Ease Back" / "Kool Keith Housing Things"
- 1989 – "Give The Drummer Some" / "Moe Luv Theme"
- 1989 – "Traveling At The Speed Of Thought (Remixes/LP Version)" / "A Chorus Line" (con Tim Dog)
- 1991 – "Make It Happen" / "A Chorus Line (Pt. II)"
- 1992 – "Poppa Large (East Coast Remix) / (West Coast Remix)"
- 1993 – "Two Brothers With Checks (San Francisco Harvey)" / "One Two, One Two"
- 1993 – "Raise It Up (ft. Godfather Don)" / "The Saga Of Dandy, The Devil And Day (Black Baseball)"
- 1994 – "I'm Fuckin' Flippin"
- 1997 – "Watch Your Back"
- 2001 – "Make It Rain" / "Mix It Down"
- 2006 – "Mechanism Nice (Born Twice)" / "Nottz"